# Іванопіль
Іванопіль (до 1946 року — Янушпіль) — селище в Україні, у Бердичівському районі Житомирської області. Входить до складу Краснопільської сільської громади.

## Географія
У селі річка Грабарка впадає у Тетерівку. Знаходиться за 37 км від районного центру та за 21 км від залізничної станції Чуднів-Волинський.

## Населення
За даними перепису населення СРСР 1939 року чисельність населення становила 7 364 особи, з них українців — 4 917, росіян — 162, німців — 3, євреїв — 721, поляків — 1 481, інших — 80.

### Мова
Розподіл населення за рідною мовою за даними перепису 2001 року:
| Мова       | Кількість | Відсоток |
| ---------- | --------- | -------- |
| українська | 3935      | 98.55%   |
| російська  | 51        | 1.28%    |
| вірменська | 5         | 0.12%    |
| білоруська | 2         | 0.05%    |
| Усього     | 3993      | 100%     |

## Походження назви
Перекази твердять, що населеним пунктом у XVII столітті володів польський державний діяч, магнат, князь Януш Острозький. Янушове поле — звідси і Янушпіль. Згодом назва була адаптованою на український лад — Іванопіль. Офіційно відбулося це 7 червня 1946 року, коли вийшов Указ Президії Верховної Ради УРСР.

## Історія
Історія поселень на території сучасного Янушполя сягає в далеку кам'яну добу. Про це свідчать знайдені на цих землях наконечники, кремнієві сокири тощо. Проте ці поселення жодним чином не мають відношення до села.
Заснований в XVII столітті як Янушпіль Волинського воєводства у складі Речі Посполитої.
Перші ж відомості про селище можна знайти в історичних документах часів визвольної війни українського народу 1648—1658 рр.. Під Янушполем стояв табір військ Богдана Хмельницького. Із селян селища формувалися окремі загони для боротьби з польською шляхтою. Табір стояв у лісі, котрий з того часу називають Богданівським. Крім того, в самісінькому центрі Іванополя при будівництві водопроводу в 1977 році було знайдено цілий скарб срібних монет, датованих 1616 роком. Згодом було встановлено, що монети викарбовані за часів правління Сигізмунда ІІІ.
З 1793 р. — у складі Російської імперії, містечко Житомирського повіту Волинської губернії.
У 1870 році — містечко, мало 1017 мешканців, церкву, католицьку каплицю (відносилась до Краснопольської парафії), синагогу, єврейський дім молитви, свічний завод, дві грабарні, 68 ремісників.
Було у власності Домбровських, Букарів, у к. ХІХ ст. — поділено між Пігловськими та Гулевичами.
У 1886 році у містечку було засновано цукрозавод.
З 1923 до 1957 років  Іванопіль — районний центр.
Під час організованого радянською владою Голодомору 1932—1933 років помер щонайменше 231 житель селища.
У Другій світовій війні загинуло 226 жителів Іванопіля.
За часів СРСР у смт була розташована центральна садиба радгоспу «Іванопільський». Господарство спеціалізувалось на вирощуванні цукрових буряків. Працювали 8-річна та середня школи, ПТУ, будинок культури, 2 клуби, 2 бібліотеки, дільнична лікарня на 90 ліжок, дитячі ясла й дитсадок на 200 місць.
У пам'яті старожилів залишились спогади про панські маєтки Юроскіса та Генсінського, старовинний склеп на польському цвинтарі. Молодші ж пам'ятають виставку народного господарства. Жителі 50-х років згадують, як переглядали кінофільми в літньому кінотеатрі, відпочивали у старому сквері з розлогими вербами. А сучасна молодь не вірить у те, що селищем їздив міський автобус «Хлібзавод — Цукрозавод», місцевий побуткомбінат надавав населенню близько 10 видів послуг, було професійно-технічне училище. Іванопіль жив повноцінним, але радянським життям: на 1991 рік у селищі було 35 організацій і проживало 5,5 тисяч населення.

### Єврейська громада
В 1847 році в Іванополі проживало 605 євреїв, в 1897 — 1251 (24,6 % від усього населення), в 1923 — 1236, в 1926 — 1369 (19,2 %), в 1939 — 721 єврей. В 1873 році були дві синагоги, в кінці XIX століття — синагога і талмуд-тора. Основне заняття єврейського населення — торгівля хлібом і худобою. 25-29 березня 1919 р. в селищі стався погром, можливо влаштований військами Директорії. На початку липня 1941 р. смт. був окупований німецькими військами, 20 травня 1942 було розстріляно 900 євреїв, всього на території району знищено 1171 євреїв. Ветерани пригадують колону, переважно єврейського населення, яка прямувала своїм останнім шляхом вулицями села під гвинтівками поліцаїв. 
У травні 1942 року поліція разом із декількома німцями схопила групу кочових ромів, переважно жінок, дітей і старих чоловіків.Невдовзі після убивства євреїв, на початку червня 1942 ромів, які плакали й кричали, відвели до цукрового заводу й розстріляли на березі озера.
В 1989 в Іванопіль проживало 5 євреїв (0,1 %).
Інформаційна стела проєкту «Захистимо пам’ять», яку було урочисто відкрито в червні 2019 року, присвячена жертвам німецької окупації у Янушполі. Після відкриття стели також відбулася церемонія біля місця масового знищення євреїв.

## Населення

### Мова
Розподіл населення за рідною мовою за даними перепису 2001 року:
| Мова       | Кількість | Відсоток |
| ---------- | --------- | -------- |
| українська | 3935      | 98.55%   |
| російська  | 51        | 1.28%    |
| вірменська | 5         | 0.13%    |
| білоруська | 2         | 0.04%    |
| Усього     | 3993      | 100%     |

## Промисловість
- Іванопільський цукровий завод (законсервовано в 2008 році, а 2009 року знищено)
- Іванопільський хлібозавод

## Персоналії
- Харві Лейбенстайн (1924—1992) — американський економіст.
- Северин Букар (1773-1857)
- Шелюк Іван Семенович (1906 — ?) — український письменник.
- Вірченко Ніна Опанасівна — українська науковиця, математик, доктор фізико-математичних наук, професор, академік АН ВШ України.